# Grammatikalizáció
A nyelvészetben a grammatikalizáció terminus azt a nyelvi változást nevezi meg, amely során autonóm entitás, legtöbbször lexikai jelentésű szó nyelvtani morfémává válik. Ilyen folyamatok egy már kialakult nyelv történetében vagy egy alapnyelvből egy új nyelvbe való fejlődés során zajlanak le.
A grammatikalizáció hosszú és fokozatos folyamat, amely több jelenségből áll. Az eredeti szó részben vagy egészében elveszíti fogalmi tartalmát, lexikai vagy más nem grammatikai jelentését, szintaktikai (mondattani) tulajdonságait, eredeti hangzását, prozódiai vonásait, tehát autonómiáját. Ezzel függővé válik más, autonóm szótól, viszonyszó alakjában vagy toldalékként. Ugyanakkor részben vagy teljesen elvonttá válik, grammatikai jelentést vesz fel, és mint ilyen kötelező elemmé lesz. Egyesek olykor külön szóként, máskor toldalékként jelennek meg. Szinkrón nézetben (a nyelv egy adott időpontban tekintett állapotában) különböző grammatikai morfémák különböző grammatikalizálódási fokát lehet megfigyelni.

## Grammatikalizáció példái

### Grammatikalizálódott igék
Nincs egység nyelvészek, akár különböző, akár egyazon nyelvvel foglalkozók között, ami a grammatikalizálódott igék a teljesen autonóm igékhez viszonyított státuszát illeti, mivel különböző fokú a grammatikalizációjuk. A francia vagy a román nyelvészetben egyes szerzők megkülönböztetnek egyrészt autonóm és autonómként is használt igéket, másrészt segédigéket és fél-segédigéket. Az előbbieket teljesen grammatikalizáltaknak, vagy legalábbis grammatikalizáltabbaknak tekintik, mint az utóbbiakat. Bidu-Vrănceanu 1997 szerint a fél-segédigék természetüknél fogva az autonóm és a segédigék között helyezkednek el, mivel különböző, nem a teljességig menő grammatikalizálodási fokokat mutatnak.
Bokor 2007 megjegyzi, hogy „a segédige szófaji kategóriájának megítélése a magyar nyelvben sem egyértelmű”. Például őszerinte segédigék a van, a lesz és a marad mint kopulák (a névszói-igei állítmány igei részei), a fog (a jövő idő segédigéje), a volna (a feltételes mód múlt idő segédigéje), valamint az olyanfélék, mint szokott (aspektuális segédige), talál (modális segédige) és tetszik (pragmatikai segédige). Ezzel szemben Szende – Kassai 2007 nem sorolja a kopulákat a segédigék közé, és a modális segédigékhez hozzáad olyanokat mint akar, bír, kell, muszáj, mer, próbál, lehet, óhajt, szeretne, tud. Lengyel 1999 csak a talál igéről véli azt, hogy „tiszta segédige”, amikor jelentése teljesen eltér az alapjelentésétől (pl. mosolyogni talál vs. talál egy ceruzát). A többi, mások szerint modális segédigéknek tekintetteket „segédigeszerűek”-nek tartja, mivel van valamennyire fogalmi tartalmuk, de erősebb bennük a grammatikai jelentés, tehát az igék és a segédigék közötti sávban helyezkednek el.
Francia grammatikákban csak az avoir (lexikai jelentése ’birtokol’) és az être (lexikai jelentése ’lenni’) számítanak segédigéknek, amikor igemódokat, igeidőket és igenemeket jelölnek. Grevisse – Goosse 2007 szerint fél-segédige két igeidő-árnyalatot kifejező ige, valamint az aspektuális és a modális igék.

#### Morfológiai segédigék
Ilyen igék azok, amelyek fogalmi tartalmú (lexikai jelentésű) igék igemódjainak, igeidőinek, egyes nyelvekben igenemeinek alakjait képezik. Ezek mind fogalmi tartalmú igék grammatikalizációjának eredményei. Ilyen grammatikalizáció egyik példája a magyarban a fog segédigéé. A jövő idő az -and/-end toldalékkal való kifejezése fokozatosan kiveszett, és helyébe egyéb grammatikai eszközök léptek. Az egyik a fog segédige és a lexikai jelentésű főnévi igenév alkotta körülírással való kifejezése. A fog továbbra is megvan autonóm használatban eredeti lexikai jelentésével, de segédigeként ebből a szempontból kiüresedett, és elvont, grammatikai, közelebbről morfológiai (alaktani) jelentése van, csak a jövő időt jelzi.
A magyarban ez a grammatikalizálódási folyamat már teljes, de például a francia nyelvben egy analóg jelenség folyamatban van. Egyrészt van az ún. egyszerű jövő idő, amely toldalékokkal alakul (pl. je partirai „el fogok menni”), és általában nem közeli jövőt fejez ki, másrészt van az ún. közvetlen jövő idő. Ennek alakja a segédigévé grammatikalizálódott aller ige + főnévi igenév körülírás (pl. je vais partir), miközben az aller eredeti ’megy’ jelentésével továbbra is használatos autonóm módon. A francia sztenderd nyelvváltozatában a közvetlen jövő idő már olyan távolabbi jövő cselekvést is kifejez, amelyben a beszélő biztos (pl. Dans trois ans, nous allons célébrer le millénaire de notre ville ’Három év múlva meg fogjuk ünnepelni városunk ezredik évfordulóját’), de a beszélt nyelvben ezt az alakot egyre többet használják mindenféle jövőbeli cselekvésre.
A szerb sztenderd nyelvváltozatban az ún. 1. jövő idő a hteti segédigével alakul, amelynek lexikai jelentése autonóm használatban akar. Segédigei megnyilvánulásai a grammatikalizáció több fokát mutatják, nem funkciói, hanem csak formai szempontból:
- Változatlan alakban és hangsúlyosan használják nem tagadó kérdő mondatban: hoćeš li videti? ’fogod-e látni?’.
- Simulószóvá válik lerövidült alakban, amely ćeš az előző példában. Ebben az alakban:
  - Külön szóként az -i-re végződő főnévi igenevek után áll kijelentő állító mondatban, ha a főnévi igenév előtt nem áll hangsúlyos szó: doći ćeš ’el fogsz jönni’.
  - Összeolvad mint egy toldalék a -ti-re végződő főnévi igenevekkel ugyanabban a helyzetben, mint az előző: videćeš ’látni fogod’.
  - Külön szó a főnévi igenév előtt kijelentő állító és nem tagadó kérdő mondatban, ha van előtte hangsúlyos szó: ti ćeš videti ’te látni fogod’.
  - Összeolvad a ne tagadószóval tagadó kijelentő és kérdő mondatban: (ti) nećeš videti(?) ’(te) nem fogod látni(?)’.

Az újlatin nyelvekben az egyik múlt idejű alak az összetett múlt. Egyik segédigéje az autonóm használatban ’birtokol’ jelentésű ige. Ezt a jelentést teljesen elveszíti segédigeként. Külön szó marad, de prozódiai szempontból elveszíti hangsúlyozását és még egy vagy több simulószóval együtt egyetlen szót alkot a lexikai jelentésű igével, amely a hangsúlyt hordozza. Mint hangegyüttes megtartja teljes alakját a franciában, de a románban egyes személyalakjai lerövidülnek, pl. avem ’van nekünk’, de am adunat ’gyűjtöttünk’. A románban ugyanaz a segédigéje az egyik jövő idejű alaknak is, amelyben teljesen megváltozik, egyetlen, egy hangra lerövidült alakja van mindegyik személyben: o să adun ’gyűjteni fogok’, o să aduni ’gyűjteni fogsz’ stb.

#### Kopulák
A kopula az az ige, amely névszói-igei állítmányban a névszói részt az alanyhoz köti.
Az elsődleges kopulát több nyelvben a grammatikalizálódott létige adja, amely ebben a használatában nem fejezi ki a létet:
(magyarul) Angol tanár vagyok;
(angolul) She is a dancer ’Ő táncosnő’;
(franciául) Les rues du village sont désertes le soir ’A falu utcái elhagyatottak este’;
(románul) Ei sunt turiști ’Ők turisták’;
(oroszul) быть студентом bity sztugyentom ’egyetemistának lenni’;
(szerbül) Glumac je mlad ’A színész fiatal’.

#### Modális igék
Ilyen igék a modalitás kifejezésének egyik eszközét képezik, amellyel a beszélő attitűdjét fejezi ki a saját megnyilatkozásának tartalmával szemben, például azt, hogy a lexikai jelentésű ige által kifejezett cselekvést, történést vagy állapotot esetlegesnek, valószínűnek, lehetségesnek, kötelezőnek stb. látja. Példák:
- (magyarul) El tudod ezt nekem intézni? – képesség;[8]
- (angolul) We may have problems ’Meglehet, hogy gondjaink lesznek’ – esetlegesség;[23]
- (franciául) La campagne doit être belle à cette saison ’Szép lehet a vidék ebben az évszakban’ – valószínűség;[24]
- (montenegróiul) O svemu se može razgovarati ’Mindenről lehet beszélgetni’ – lehetőség;[25]
- (románul) Am a scrie / de scris ’Írnivalóm van’ – kötelezettség.[26]

#### Aspektuális igék
Az ige többek között azt is kifejezi, hogy a cselekvés eléri vagy nem éri el a célját, hogy időben korlátozottan vagy korlátozás nélkül megy végbe, hogy milyen a cselekvés, történés tartama, lefolyásmódja. Ezeket az igeszemlélethez (aspektushoz) és az igejelleghez (akcióminőséghez) tartozó vonásokat több eszköz fejezheti ki. Közöttük erre szakosodott segédigéknek vagy fél-segédigéknek nevezett igék is vannak. A magyarban csak egy egyértelműen ilyennek minősített segédige van, a szokott. Azt fejezi ki, hogy a lexikai jelentésű ige cselekvése rendszeresen megismétlődő mozzanatokként történik, pl. Meg szoktam venni a napilapokat.
Például a franciában a cselekvés folyamatosságát egy ún. igei kifejezéssel alkotott körülírás fejezi ki: Puisque nous sommes en train de visiter les monuments... ’Mivel éppen látogatjuk a műemlékeket…’ (Théophile Gautier). Aspektuális fél-segédigének számít a műveltető faire (autonóm használatban lexikai jelentése csinálni, tenni) is, pl. L'opium fait dormir ’Az ópium altat’.
Az angol nyelv nyelvészetében egyes szerzők szerint aspektuális igék a cselekvés kezdetét, illetve végét jelzők, pl. she started working ’elkezdett dolgozni’, she finished working ’végzett a munkával’.

### Egyéb grammatikalizáció útján keletkezett morfémák

#### Névutók és elöljárószók
Egyes nyelvekben, mint a magyar a határozók kifejezésének egyik eszköze a névutó. Másokban ennek megfelelője az elöljárószó, például az újlatin nyelvekben, és vannak olyan nyelvek is, amelyekben túlnyomóan elöljárók vannak, de vannak névutók is, mint a klasszikus latin vagy az angol. E viszonyszók között egyesekről meg lehet állapítani, hogy lexikai jelentésű szavakból származnak, de különféle grammatikalizálódási fokokat mutatnak abból a szempontból, hogy egyesek eredetét csak nyelvészek ismerik, másokban akármelyik beszélő felismerheti mely szavakból erednek, de elvesztették ezek lexikai jelentését, megint másokban pedig megvan az eredeti szó jelentése. Például a belül névutó a bél ’belső rész’ főnév megszilárdult ragos alakjából származik, és nem ismerhető fel benne a főnév eredeti jelentése. A végett-ben felismerhető a vég főnév, de ennek lexikai jelentése már nincs meg a névutóban. Ezzel szemben a múlva a múlik igének megfelelő határozói igenévből lett névutó, amely megtartja az ige lexikai jelentését.
Latin példa: mortis causa ’halál miatt’ (a causa ’ok’ főnévből).
Angol példa: ten years ago ’tíz évvel ezelőtt’ (a közép-angol ago ’múlik’ igéből).
Egyes névutók tovább grammatikalizálódnak úgy, hogy konkrétakból elvontakká válnak. Például az alatt elsődlegesen helyhatározói viszonyt fejez ki (az asztal alatt), de elvontabb körülményt is: vesz valamit kéz alatt.
Grammatikalizáció útján létrejött elöljárók példái:
(angolul) following ’nyomán’ (a follow ’követ’ ige a magyar folyamatos melléknévi igenévnek megfelelő active participle ’cselekvő melléknévi igenevéből’);
(franciául) hormis ’kivéve’ (az hors mis ’kitett’ szókapcsolatból);
(románul) exceptând ’kivéve’ (az excepta ’kivételez’ igének megfelelő határozói igenévből);
(horvátul) put ’felé’ (a put ’út’ főnévből).
Teljesen elvonttá válás példája a román pe elöljáró. Elsődlegesen a helyjelölő magyar -n/-on/-en/-ön és -ra/-re ragoknak felel meg, de egyes esetekben a tárgyeset morfémája lett: Pune paharul pe masă ’Tedd a poharat az asztalra’ vs. L-am văzut pe Gheorghe ’Láttam Gheorghe-t’.

#### Kötőszók
Egyes kötőszókról is megállapítható, milyen grammatikalizációs folyamaton mentek át. Példák:
(magyarul) Tudta, illetve úgy látszott, mintha tudta volna; (az illet eredetileg ’érint’ jelentésű igének megfelelő határozói igenévből);
(franciául) J’irai en vacances, soit en Suisse, soit en Savoie ’Vagy Svájcba, vagy Savoie-ba megyek szabadságra’; (az être ’lenni’ ige kötőmód jelen idő egyes szám harmadik személyű alakjából)
(románul) Mergem fie la teatru, fie la operă ’Vagy színházba, vagy operába megyünk’ (a fi ’lenni ige kötőmód jelen idő egyes szám harmadik személyű alakjából).

#### Névelők és végartikulusok
Egyes nyelvekben a névelők, másokban a nekik megfelelő végartikulusok (toldalékszerű elemek) más nem grammatikai jelentésű szavakból származnak.
A határozatlan névelő az egységet jelentő tőszámnévből származik. Nem veszítette el ezt a jelentését, de ez legyengült, mivel hangsúlytalan lett, miközben a meg nem határozottság általa való kifejezése túlnyomó lett. Egyes nyelvekben megtartotta a számnévi alakját, például a magyarban (egy) vagy a franciában: un (hímnem), une (nőnem) ’egy’. Az angolban a(n) alakja az óangol an ’egy’-ből származik, de a modern angolban a számnév alakja más lett, one. A románban a számnév alakja hímnemű névelőként kevésbé változott meg (unu → un), mint nőneműként: una → o. Ebben a nyelvben többesszámú határozatlan névelő is van, niște, amely a latin nescio quid ’nem tudom, mi’ mondat a román nyelv kifejlődése során történő grammatikalizációjának az eredménye.
Egy olyan nyelvben, amely grammatikái nem tartanak számon névelőket, mint a horvát, mégis megfigyelhető, hogy a jedan (hn.), jedna (nn.), jedno (semlegesnem) ’egy’ a főnév meg nem határozottságát is kifejezheti. Ennek csak prozódiai ismérve van, az, hogy ebben a helyzetben elveszíti hangsúlyozását, pl. Pred kućom se zaustavilo jedno dijete […] ’A ház előtt megállt egy gyerek [...]’.
A több nyelvben létező határozott névelő a mutató névmásból fejlődött ki, amely azzal lett elvontabb, hogy elveszítette mutató funkcióját. A magyarban magánhangzóval kezdődő szó előtt megmaradt a távolra mutató névmás alakja (az), de mássalhangzó előtt a-ra rövidült. Az angolban az óangol þe hímnem egyesszámú mutató névmás fejlődött az egyedüli the határozott névelővé. Az újlatin nyelvekben latin mutató névmásokból fejlődtek ki határozott névelők. A románon kívül mindegyikben külön szavak lettek, pl. latin ille, illa > francia le, la. A románban (ille > -l(e), illa > -a) grammatikalizációjuk addig ment, hogy a legtöbb esetben toldalékszerűek lettek: (pomul ’a gyümölcsfa’, pomului ’a gyümölcsfának’, numele ’a név’, legea ’a törvény’). A nőnemű -a helyettesíti az -ă végződést: casă ’ház’ → casa ’a ház’. Csak a (-)lui alak állhat bizonyos típusú főnevek előtt birtokos és részes esetben: lui Andrei ’Andrei-nak’, lui ianuarie ’január hónapnak’.

#### A középfok morfémája
Egyes nyelvekben ez a morféma csak viszonyszó lehet. A franciában a latinból származó plus ’több’ határozószónak tekintett szóból származik. Autonóm használatú határozószóként megtartja ezt a jelentését (pl. Christophe a mûri ; il réfléchit plus qu'avant quand il doit prendre une décision ’Christophe felnőtt; többet gondolkodik mielőtt határozna’), de a középfok morfémájaként nem: Ma valise est plus petite que la tienne ’Az én bőröndöm kisebb, mint a tiéd’.
A spanyol nyelvben a más (< latin magis ’több’) morféma esete analóg a francia morfémáéval: Te otorgas tres días más ’Három nappal többet engedsz meg magadnak’ (határozószó) vs. más inteligente ’okosabb’ (grammatikai morféma).
A románban a középfok morfémájának az eredete ugyanaz, mint a spanyolban (magis > mai), de ebben a nyelvben már nincs meg a ’több’ jelentése.
Egyes nyelvekben a fentiekkel analóg szó grammatikalizációja folyamatban van, bizonyos esetekben a középfok toldalékkal való jelölésével versenyzik:
(angolul) I wish I felt surer / more sure about what I'm doing ’Szeretnék biztosabb lenni abban, amit teszek’;
(oroszul) интереснее intyeresznyeje – более интересный boleje intyeresznij ’érdekesebb’.

#### A tagadás morfémája
Kálmán – Trón 2007 szerint a magyar nem tagadószó egy ’valami’ jelentésű szóból származhat.
A grammatikalizáció folyamata igen jól látszik a francia tagadás történetében. Az ófranciában morfémája csak a ne ’nem, ne’ (< latin non) tagadószó volt. Feltehetően hangtani gyengülése miatt nem érezhették elegendőnek, és még legalább egy tagadószó társult hozzá. A sztenderd modern franciában csaknem mindig kötelező legalább a pas tagadószó a ne-vel társítva. Ez az autonóm használatban is meglévő pas ’lépés’ főnév grammatikalizációjának az eredménye. Tagadószóként teljesen elvont, nem lehet mondatrész, nem is fordítják le olyan nyelvekben, amelyekben a tagadás morfémájaként elegendő egyetlen szó is. A pas helyettesíthető más tagadó jelentésű szavakkal, például olyan határozatlan névmásokkal, mint rien, amely a latin rem-ből (a res ’dolog’ főnév tárgyesetű alakja) származik, vagy personne ’senki’, amely autonóm használatban ’személy’-t jelent. Ezek mondatrészek is. A beszélt nyelvben a ne egyre inkább elmarad, és legalább egy másodlagos tagadószó válik a tagadás morfémájává. Példák:
- ne-vel:

Jean n'aime pas voyager ’Jean nem szeret utazni’;
Personne n'est venu ’Senki sem jött el’;
Rien ne lui plaît ! ’Semmi sem tetszik neki!’;
- ne nélkül:

C'est pas facile ’Nem könnyű’;
Personne voulait plus le voir ’Senki se akarta többé látni’.

#### Toldalékok
A toldalékokat két csoportra szokták osztani. A derivációs toldalék („képző”) új szótári tételt hoz létre, miközben az inflexiós toldalék (a magyar grammatikákban „jel” és „rag”) egy már létező szónak egy alakját hozza létre. Valójában sokszor nehéz eldönteni, hogy melyik esetről van szó. Egyes nyelvészek grammatikai jellegűeknek tekintik az inflexiós toldalékokat, és lexikaiaknak a derivációsokat. A Kiefer Ferenc főszerkesztésében 2006-ban megjelent Magyar nyelv-ben a jeleket és a ragokat az Alaktan fejezetben kezelik a képzőkkel együtt. Ugyanakkor a képzőkkel A magyar nyelv szókészlete fejezet is foglalkozik. Mindenesetre sok toldalék esetében meg lehet állapítani, hogy autonóm, fogalmi tartalmú, lexikai jelentésű szavak kiüresedése nyomán lettek toldalékokká. Megfigyelhető, hogy különböző nyelvek nyelvészeteiben analóg toldalékokat különbözőképpen ítélnek meg. Például Dubois 2002 szerint a francia határozószó-képző -ment grammatikai morféma lett a latin mens ’ész’ főnév mente ablatívusz esetű alakjából, például bête ’buta’ → bêtement ’bután’, miközben a román nyelvészetben az ennek megfelelő -ește (pl. prost ’buta’ → prostește ’bután’) lexikai toldaléknak számít.
Az angolban a francia -ment-nal hasonlóképpen keletkezett derivációs toldalék a -hood (< óangol -had < protogermán *haidus ’minőség’), pl. brother ’testvér’ → brotherhood ’testvériség’.
A magyar igekötő a viszonyszók csoportjába tartozó szófajnak számít magyar grammatikákban, de ugyanakkor prefixum típusú toldalék is (angolul preverbal prefix vagy verbal prefix). Az igekötők határozószókból és főnevekből származnak. Például a bél ’belső rész’ főnévnek volt egy belé helyhatározóragos alakja. Ebből lett a belé határozószó bele változattal, amely a be alakra lerövidülten is elsősorban határozószó, pl. Elindult be a házba. Ugyanez a be igekötő is lett, pl. Bejössz?  A utóbbi példában megtartja konkrét, helyi jelentését, de más esetekben csak elvont, grammatikai, aspektuális, mégpedig perfektív jelentése van. Befejezetté teszi az ige cselekvését, pl. Bebizonyította, hogy a Föld kering a Nap körül.
A meg- igekötő is főnévből származó határozószó grammatikalizációja nyomán jött létre, és teljesen elvont, csak perfektívként használt, pl. Jól megvertem.
Ezzel szemben az agyon- igekötő is perfektív, de eredete könnyen megállapítható, mivel autonóm főnévként is megvan. Egyes igék esetében látszik valamilyen viszonya a főnévvel, pl. az agyonver igében, de egy olyan igében, mint agyondicsér  már nem.
Az igekötővé vált szavak autonómiájának egyetlen nyoma az, hogy bizonyos esetekben külön szavakként jelennek meg, pl. Megismerkedett egy fiúval vs. Egy fiúval ismerkedett meg.
Ragok is lehetnek grammatikalizáció eredményei. Például a magyar kilenc helyhatározórag mindegyike autonóm szavakból származik, és az illető esetek elvontabb határozói viszonyokat is kifejeznek. Például a fentebb említett be az illativus ragja is lett, amely eset helyhatározót, de okhatározót is kifejez: Zsuzsa betett egy tollat a zsebébe (Itt be igekötő is.), Belehalt a sérülésekbe. Kálmán – Trón 2007 szerint grammatikalizáció, toldalékká válás útján van a kor szó mint időhatározót alakító elem.
A franciában az avoir ’birtokol’ ige két igealak, az egyszerű jövő idő és a feltételes mód jelen idő személyragjaiként is grammatikalizálódott, pl. latin cantare habeo (a habere ige kijelentő mód jelen időben) > je chanterai ’énekelni fogok’, cantare habebam (a habere folyamatos múlt időben) > je chanterais ’énekelnék’.

## A grammatikalizációval ellentétes irányú változás
Egyes nyelvészeti munkák szerint, mint amilyen Kálmán – Trón 2007, nincs a grammatikalizációval ellentétes irányú változás (franciául dégrammaticalisation), vagy legalábbis rendszerszerű ilyen változásra gyakorlatilag nincsen példa. Azonban mások szerint mégis van ilyen változás. Dubois 2002 ilyennek tartja az olyan lexikalizálódási esetet, amelyben szószerkezetből vagy mondatból kivész a szintaktikai viszony, és ezáltal elemezhetetlenné váló ún. locution keletkezik, pl. főnév, ige, melléknév vagy határozószó értékű szókapcsolat. Ilyen például a tout à fait, a complètement ’teljesen’ határozószó szinonimája.